# 신고립주의
신고립주의(新孤立主義, neoisolationism)는 전통적으로 내려오는 고립주의와 세계대전 후의 대외원조정책(對外援助政策)의 중간에 놓여 있는 외교원리로서 유럽에 대한 고립, 극동에 대한 적극적 참여를 내용으로 한다. 1950년 12월 20일 후버의 연설 및 1951년 1월 5일의 태프트 상원의원의 연설이 그 전형적인 것이다. 후버의 연설내용은 소련권의 방대한 무장 및 인력자원에 대해서 유라시아 대륙에서 육상전(陸上戰)을 기도하는 것은 어리석은 일이라 하여 강력한 해·공군력으로 서반구(西半球)를 방비하는 태세로 놓아 두어야 한다는 것이다. 이와 같은 내외 정책이 계속되어 왔기 때문에 미국경제는 불가피하게 악화되어 균형예산과 경비절감이 필요하게 되었다. 또한 한국전쟁에서 ＵＮ이나 가맹국들에게 의존하지 않고 미국의 강력한 해공군에 의해서 영국과 대만·필리핀을 최전선으로 삼고 대서양과 태평양을 다같이 확보하여야 한다고 말하였다.